# Rogério Oliveira da Silva
Rogério Oliveira da Silva (ur. 13 stycznia 1998 w Nobres) – brazylijski piłkarz grający na pozycji obrońcy w niemieckim klubie VfL Wolfsburg.

## Kariera klubowa
Rogério jest wychowankiem Internacionalu. Stamtąd trafił do włoskiego Sassuolo. Następnie został wykupiony przez Juventus. 25 sierpnia 2017 roku ponownie trafił do Neroverdich, tym razem na zasadzie wypożyczenia. Debiut na poziomie Serie A zanotował 5 listopada 2017 roku, kiedy to wszedł z ławki w przegranym 2-0 spotkaniu z Milanem. W całym sezonie 2017/2018 zaliczył w Serie A 13 występów. Dorzucił do tego jedno spotkanie w pucharze Włoch.
W sierpniu 2023 na zasadzie transferu definitywnego przeszedł z Sassuolo do VfL Wolfsburg. Władze Sassuolo otrzymały korzystniejszą ofertę na Silvę ze Spartaku Moskwa, ale prezes włoskiego klubu Giovanni Carnevali przyznał, że nie zamierza negocjować jakichkolwiek umów z rosyjskimi drużynami z powodu zbrojnej napaści na Ukrainę.

## Statystyki kariery

### Klub
Stan na 23 lutego 2019 r.
| Club                | Season              | Liga                | Liga  | Liga | Puchar kraju | Puchar kraju | Kontynent. | Kontynent. | Inne  | Inne | Suma  | Suma |
| Club                | Season              | Liga                | Mecze | Gole | Mecze        | Gole         | Mecze      | Gole       | Mecze | Gole | Mecze | Gole |
| ------------------- | ------------------- | ------------------- | ----- | ---- | ------------ | ------------ | ---------- | ---------- | ----- | ---- | ----- | ---- |
| Juventus            | 2017/2018           | Serie A             | 0     | 0    | 0            | 0            | 0          | 0          | 0     | 0    | 0     | 0    |
| Sassuolo (lwyp.)    | 2017/2018           | Serie A             | 13    | 0    | 1            | 0            | –          | –          | 0     | 0    | 14    | 0    |
| Sassuolo (lwyp.)    | 2018/2019           | Serie A             | 22    | 0    | 2            | 0            | –          | –          | 0     | 0    | 24    | 0    |
| Sassuolo (lwyp.)    | Łącznie:            | Łącznie:            | 35    | 0    | 3            | 0            | 0          | 0          | 0     | 0    | 38    | 0    |
| Łącznie w karierze: | Łącznie w karierze: | Łącznie w karierze: | 35    | 0    | 3            | 0            | 0          | 0          | 0     | 0    | 38    | 0    |